# Diklordifluormetan
Diklordifluormetan är en haloalkan med formeln CCl2F2. Den är också känd under handelsnamnen R-12 och freon-12.

## Användning
Diklordifluormetan användes fram till 1994 i stor utsträckning som köldmedium och drivgas i sprayflaskor. Produktion och användning är numera förbjuden enligt Montrealprotokollet och medlet har till stor del ersatts av tetrafluoretan (R-134a). Det är mycket miljöfarligt.